# Mobile City, Texas
Mobile City là một thành phố thuộc quận Rockwall, tiểu bang Texas, Hoa Kỳ. Năm 2010, dân số của xã này là 188 người.

## Dân số
- Dân số năm 2000: 196 người.
- Dân số năm 2010: 188 người.